# Smilax erythrocarpa
Smilax erythrocarpa là một loài thực vật có hoa trong họ Smilacaceae. Loài này được Kunth miêu tả khoa học đầu tiên năm 1850.